# Víktor Pelevin
Víktor Olégovitx Pelevin (en rus: Ви́ктор Оле́гович Пеле́вин AFI /vʲiktər ɐˈlʲɛɡəvʲɪtɕ pʲɪˈlʲevʲɪn/) (Moscou, 22 de novembre de 1962) és un escriptor de ficció rus, autor de novel·les com Omon Ra, Txapàiev i Pustotà i Generation "П". Ha estat guardonat amb diversos premis literaris, incloent el Petit Premi Booker (1993) i el Bestseller Nacional Rus (2004). Els seus llibres són textos postmoderns de múltiples capes que fusionen elements de la cultura popular i les filosofies esotèriques mentre porten convencions del gènere de ciència-ficció. Alguns crítics relacionen la seva prosa amb el moviment literari Nova sinceritat.

## Biografia
Víktor Olégovitx Pelevin va néixer el 22 de novembre de 1962 a Moscou, a la família d'Oleg Anatólievitx Pelevin (nascut a Dnipropetrovsk), professor del departament militar de la Universitat Tècnica Estatal Bauman de Moscou, en el passat, un oficial de defensa aèria regular, i Zinàida Semiónovna Pelevina (nom de soltera Iefrémova), que treballava com a directora d'una botiga de queviures.
La família Pelevin, juntament amb la seva àvia, vivia en un apartament comunal, en una gran sala amb sostres alts, en una casa del Bulevard Tverskoi; després es va traslladar a un apartament separat de tres habitacions a la zona nord de Txertànovo. El 1979, Pelevin es va graduar d'una escola secundària d'elit amb un programa especial anglès. Aquesta escola estava situada al centre de Moscou, al carrer Stanislavski (actualment carrer Leontief) i es considerava prestigiosa. Després de l'escola va entrar a l'Institut d'Enginyeria Energètica de Moscou (MEI, per Moskovski energetitxeski institut) a la Facultat d'electrificació i automatització de la indústria i el transport, on es va graduar en 1985. A l'abril del mateix any, el Departament de Transport Elèctric del MEI el contractà com a enginyer. Pelevin va servir a la Força Aèria de Rússia. De 1987 a 1989, Pelevin va assistir a l'escola de postgrau del MEI.
Els mitjans de comunicació assenyalen que Pelevin sovint passa llargues temporades a Orient. Ha estat al Nepal, Corea del Sud, Xina i Japó. Segons persones que coneixen l'escriptor personalment, Pelevin combina el seu entusiasme pel budisme amb la pràctica "en matèria monetària". Pelevin ha dit repetidament que, tot i que els seus personatges utilitzen drogues, no és un addicte, tot i que ha experimentat amb substàncies que expandeixen la ment en la seva joventut. Pelevin no està casat. A principis dels anys 2000, va viure a Moscou prop de Txertànovo.
Segons assenyalen els mitjans de comunicació, Pelevin és conegut per no formar part de les "trobades literàries", no apareix en públic, rarament dona entrevistes i prefereix la comunicació en línia.

## Carrera literària
El 1989, Pelevin va assistir al seminari de creació creativa de Mikhaïl Lobànov a l'Institut de Literatura Maksim Gorki. Mentre estudiava a l'Institut, Pelevin va conèixer el jove novel·lista Albert Iegazàrov i el poeta Víktor Kul·lé, posteriorment crític literari. Pelevin va ser expulsat de l'Institut el 1991. Iegazàrov i Kul·lé van fundar la seva editorial (al principi es deia «Den» ("Dia"), i posteriorment «Voron» ("Corb") i «Mif» ("Mite"), per a les quals Pelevin, com a editor, va preparar una edició en tres volums de l'escriptor i místic estatunidenc Carlos Castaneda
Del 1989 al 1990, Pelevin va treballar com a corresponsal habitual de la revista "Face to Face". A més, el 1989 va començar a treballar a la revista Nauka i Religuia ("Ciència i Religió"), on va preparar publicacions sobre el misticisme oriental. En el mateix any, a "Ciència i Religió", Pelevin va publicar el seu primer relat curt: "Ignat el bruixot i la gent" rus: Колдун Игнат и люди.
El 1991, Pelevin va publicar la seva primera col·lecció de contes titulada "La llanterna blava" rus: Синий фонарь Sini fonar. Al principi, el llibre no va ser rebut per la crítica, però dos anys més tard, Pelevin va rebre un premi Petit Booker per aquest, i el 1994, els premis "Interpresscon" i "Caragol d'Or".
Al març de 1992, la revista Znàmia va publicar la novel·la de Pelevin, "Omon Ra", que va atreure l'atenció de la crítica literària i va ser nominada al Premi Booker. L'abril del 1993, la següent novel·la de Pelevin, "La vida dels insectes", rus: Жизнь насекомых, va ser publicada a la mateixa revista.
El 1993, Pelevin va publicar a Nezavíssimaia Gazeta un assaig titulat "John Fowles i la tragèdia del liberalisme rus", rus: Джон Фаулз и трагедия русского либерализма. L'assaig era una resposta d el'escriptor a la reacció d'una part de la crítica envers la seva obra.Aquest assaig, que era ser la resposta de l'escriptor a la desaprovació de la reacció d'alguns crítics a la seva obra. El mateix any, Pelevin va ser admès a la Unió de Periodistes de Rússia.
El 1996, Znàmia va publicar la novel·la de Pelevin Txapàiev i Pustotà ("Txapàiev i el buit"). Els crítics van parlar d'ella com la primera novel·la "budista zen" a Rússia, mentre que l'escriptor va qualificar aquesta obra com la seva "primera novel·la, l'acció de la qual es produeix en un buit absolut". El 1997, la novel·la va guanyar el premi Strannik de ciència-ficció a Rússia, i el 2001 va ser seleccionada per al Premi Internacional de Literatura IMPAC de Dublín.
El 1999, es va publicar la novel·la Generation "П" de Pelevin. Se n'han venut més de 3,5 milions d'exemplars a tot el món. El llibre va rebre diversos premis, incloent el premi Richard Schönfeld d'Alemanya.
En 2003, després d'un parèntesi de cinc anys, es va publicar la novel·la "Dialèctica de la transició. Del no res a l'enlloc" 
rus: «Диалектика переходного периода. Из ниоткуда в никуда» Dialéktika perekhodnogo períoda. Iz niotkuda v nikuda» abreujadament «DПП. NN» / "DPP. NN" per la qual l'autor va rebre el Premi Apol·lon Grigóriev el 2003 i el premi 'Bestseller Nacional' el 2004. A més, "DPP.NN" també va ser seleccionada per al Premi Andrei Beli el 2003.
L'any 2006, l'editorial Eksmó va publicar la novel·la "Empire V" de Pelevin. La novel·la va ser seleccionada per al Premi Gran Llibre Rus. El text d'"Empire V" va aparèixer a Internet abans que es publiqués la novel·la. Els representants d'Eksmó van afirmar que es tractava d'un robatori, però alguns van especular que era una estratègia de màrqueting de l'editorial.
A l'octubre de 2009, es va publicar la seva novel·la "T". L'autor del llibre es va convertir en el guanyador de la cinquena temporada del Premi Nacional de Literatura "El Gran Llibre" rus: Большая книга (2009-2010, tercer premi) i va guanyar la votació del lector.
Al desembre de 2011, Pelevin va publicar la novel·la S.N.U.F.F. a l'editorial Eksmó. Al febrer de l'any següent, aquesta obra va rebre el premi "E-Book" en la nominació "Prosa de l'Any".
El març de 2013, es va publicar l'onzena novel·la de Pelevin, titulada "Batman Apol·lo", que és una continuació de "Empire V", seguida d'"Amor per a tres zuckerbrins" rus: Любовь к трём цукербринам (2014)" El vigilant" rus: Смотритель (2015), "El llum de Matusalem" o l'última batalla entre els txequistes i els masons" rus: Лампа Мафусаила, или Крайняя битва чекистов с масонами (2016) i "iPhuck 10" (2017).
Els crítics literaris han assenyalat els estils postmoderns i absurdistes de Pelevin que incorporen motius budistes, tradicions esotèriques i ciència-ficció satírica. Els llibres de Pelevin s'han traduït a molts idiomes, incloent japonès i xinès. Segons una revista francesa, Pelevin es troba entre les 1.000 persones més significatives de la cultura contemporània. Una enquesta del 2009 feta per OpenSpace.ru va votar Pelevin com l'intel·lectual més influent a Rússia.

## Estil literari
Pelevin la prosa és normalment devoid de diàleg entre l'autor i el lector, si a través de trama, desenvolupament de caràcter, forma literària o llengua narrativa. Això correspon a la seva filosofia (ambdós declarat i unstated) que, majoritàriament, és el lector que infuses el text amb significar.Plantilla:Where Típic de Pelevin estil irònic, el Babilim novell ("Generació П" o "Generació P" és el títol rus) ossos en la seva coberta el inscription, "Qualsevol cregut que ocorre en el procés de llegir aquest llibre és subjecte a copyright. Unauthorized El pensament d'ell és prohibit".
En una conversa amb la revista BOMB, Pelevin va citar l'autor rus d'El mestre i Margarida, Mikhaïl Bulgàkov, com una influència primerenca en la seva lectura, tot dient: "L'efecte d'aquest llibre fou realment fantàstic. […] Aquest llibre estava totalment fora del món soviètic". Pelevin evita, no obstant això, llistar autors que han influït específicament en la seva escriptura, ja que creu que "l'única tradició literària russa real és escriure bons llibres d'una manera que ningú no havia fet abans".